# Азізе Танрікулу
Азізе Танрікулу  (тур. Azize Tanrıkulu, 9 лютого 1986) — турецька тхеквондистка, олімпійська медалістка.

## Виступи на Олімпіадах
| Олімпіада  | Дисципліна | Місце |
| ---------- | ---------- | ----- |
| Пекін 2008 | до 57 кг   | 2     |